# Vrigstads sparbank

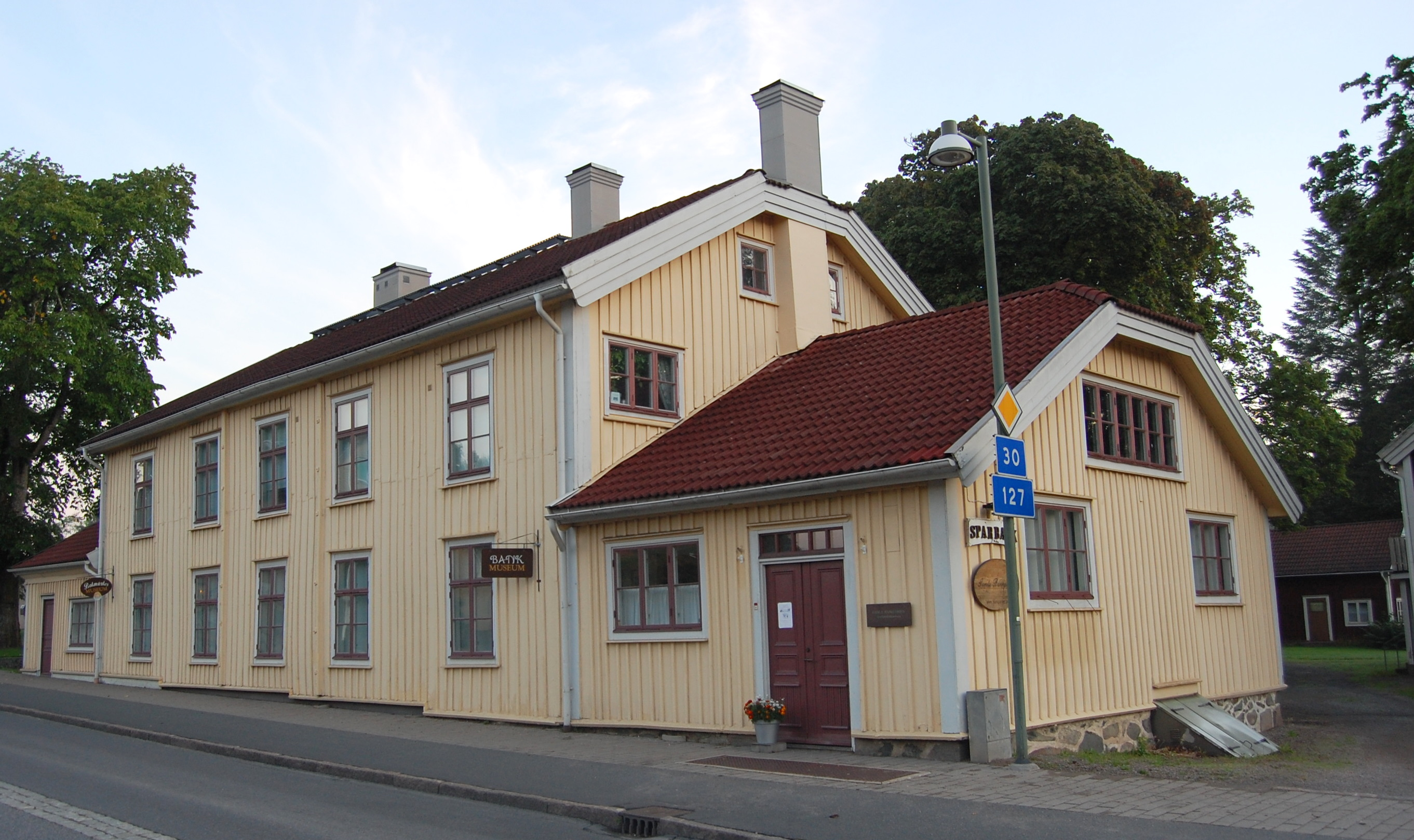
Gamla Bankgården vid Jönköpingsvägen 2

Vrigstads sparbank, till 1893 Vestra Härads Sparbank, var en sparbank i Vrigstad, som grundades 1867. 
Initiativtagare till bildandet  av en sparbank för de 21 socknarna i Västra härad var Vrigstads provinsialläkare C.D. Lindskog. Banken blev den sjunde sparbanken i länet.
Den hade sitt kontor från 1867 fram till 1886 i en senare riven tvåvåningsbyggnad med långsidan mot ån, nordväst om Åbron och på samma tomt som dåvarande Bolagshuset. Banklokalen utgjordes av ett mindre rum på andra våningen. Bägge husen ägdes av bankens förste ordförande C.D. Lindskog. 
Åren 1886-1913 hade banken kontor vid torget. Därefter inköptes Bolagshuset vid Jönköpingsvägen. Det hade ursprungligen stått som huvudbyggnad på Grevaryd i Lammhult, men hade sedan flyttats till Vrigstad på 1840-talet. Efter renovering under ledning av bankens kamrer, kronolänsman Alfred Dahl, flyttade banken in i Bolagshuset hösten 1913. Banken låg sedan där till 1960, då den flyttade in i ett nybyggt bankhus, som byggts på västra delen av samma tomt. I de tidigare banklokalerna öppnades 2003 Bankmuseet i Vrigstad.
Vrigstad sparbank ingick från 1969 i Jönköpings läns sparbank. Verksamheten i Vrigstad utgjorde, tillsammans med Sävsjö, verksamhetsområdet Sävsjö/Vrigstad med en gemensam chef, styrelse, förtroenderåd och gemensamma huvudmän. Kontorschefen i Vrigstad ansvarade också för sparbankskontoren i Hok, Rörvik och Stockaryd. År 1986 bildades Sparbanken Alfa av bland andra Jönköpings läns sparbank. Denna delades 1991, i likhet med många andra sparbanker i ett sparbanksaktiebolag och en sparbanksstiftelse. Bankerna sammanslöts i Sparbanksgruppen, 1993-1997 organiserat som Sparbanken Sverige AB. Denna fusionsprocess ledde efter sammanslagning 1997 med Föreningsbanken till bildandet av FöreningsSparbanken AB, 2006 namnändrat Swedbank AB.
Swedbank lade ned kontoret i Vrigstad i oktober 2011 och flyttade verksamheten där till Sävsjö.